# Àlex Gutiérrez i Margarit
Àlex Gutiérrez i Margarit   (Barcelona, 1974) és un periodista català, que actualment treballa a l'Ara com a cap de la secció de «Mèdia». En els inicis del diari Ara, va ser-ne responsable de l'edició digital, càrrec que després ocuparia Sílvia Barroso. El gener de 2013 va començar a publicar la secció de l'Ara «Pareu màquines», on analitza humorísticament el tractament informatiu dels diaris catalans i espanyols. El 2015 va publicar el recull 111 Pareu màquines del procés, centrat en els seus articles d'aquesta secció dedicats al procés independentista català.
Anteriorment, va treballar al diari osonenc La Marxa i al setmanari El Triangle. Va ser director editorial del Grup Comunicació 21, amb el qual va impulsar els portals Comunicació21.cat i Cultura21.cat, la revista Benzina i els diaris gratuïts de proximitat Línia, a Barcelona i el Baix Vallès. També és president de la Fundació Escacc, entitat que analitza la indústria cultural i mediàtica de Catalunya. Paral·lelament, ha col·laborat a Catalunya Ràdio, Barcelona TV i La Xarxa.

## Obra publicada
- 111 Pareu màquines del procés (2015)
- Born in Catalonia (2016)
- Objectiu TV3 (2021)[5]